# Lobería partido
Lobería egy partido (körzet) Argentínában a Buenos Aires tartományban. A fővárosa Lobería.

## Települések
| - Lobería - San Manuel - Tamangueyú | - Licenciado Matienzo - Pieres - Arenas Verdes | Parajes - El Lenguaraz - El Moro - Las Nutrias |